# Tephrina bolina
Tephrina bolina är en fjärilsart som beskrevs av Swinhoe 1885. Tephrina bolina ingår i släktet Tephrina och familjen mätare. Inga underarter finns listade i Catalogue of Life.